# Czesław Gawlikowski
Pour les articles homonymes, voir Gawlikowski.
 (juin 2024).
La mise en forme du texte ne suit pas les recommandations de Wikipédia : il faut le « wikifier ».
Les points d'amélioration suivants sont les cas les plus fréquents. Le détail des points à revoir est peut-être précisé sur la page de discussion.
- Les titres sont pré-formatés par le logiciel. Ils ne sont ni en capitales, ni en gras.
- Le texte ne doit pas être écrit en capitales (les noms de famille non plus), ni en gras, ni en italique, ni en « petit »…
- Le gras n'est utilisé que pour surligner le titre de l'article dans l'introduction, une seule fois.
- L'italique est rarement utilisé : mots en langue étrangère, titres d'œuvres, noms de bateaux, etc.
- Les citations ne sont pas en italique mais en corps de texte normal. Elles sont entourées par des guillemets français : « et ».
- Les listes à puces sont à éviter, des paragraphes rédigés étant largement préférés. Les tableaux sont à réserver à la présentation de données structurées (résultats, etc.).
- Les appels de note de bas de page (petits chiffres en exposant, introduits par l'outil «  Source ») sont à placer entre la fin de phrase et le point final[comme ça].
- Les liens internes (vers d'autres articles de Wikipédia) sont à choisir avec parcimonie. Créez des liens vers des articles approfondissant le sujet. Les termes génériques sans rapport avec le sujet sont à éviter, ainsi que les répétitions de liens vers un même terme.
- Les liens externes sont à placer uniquement dans une section « Liens externes », à la fin de l'article. Ces liens sont à choisir avec parcimonie suivant les règles définies. Si un lien sert de source à l'article, son insertion dans le texte est à faire par les notes de bas de page.
- La présentation des références doit suivre les conventions bibliographiques. Il est recommandé d'utiliser les modèles {{Ouvrage}}, {{Chapitre}}, {{Article}}, {{Lien web}} et/ou {{Bibliographie}}. Le mode d'édition visuel peut mettre en forme automatiquement les références.
- Insérer une infobox (cadre d'informations à droite) n'est pas obligatoire pour parachever la mise en page.

Pour une aide détaillée, merci de consulter Aide:Wikification.
Si vous pensez que ces points ont été résolus, vous pouvez retirer ce bandeau et améliorer la mise en forme d'un autre article.
Czesław Gawlikowski, né le 25 février 1899 à Saint-Pétersbourg, mort le 15 mars 1984 à Łódź, est un médecin, officier, résistant et activiste social polonais.

## Biographie
Czesław Gawlikowski est le fils de Wíktor et Kazimiera née Szening. 

### Première guerre mondiale
Il rejoint la Légion polonaise à Omsk et entre dans la 5e division de fusiliers polonais (Sibérie). 
En 1920, il est arrêté et emprisonné à Krasnoïarsk et à Omsk où il est interrogé par la Tcheka. Il a été arrêté alors qu'il aidait Jan Papis - le sergent-chef du bataillon d’assaut - à s'évader. Après avoir contracté le typhus, il est transféré dans une prison de Tcheliabinsk pour y être astreint aux travaux forcés en compagnie des commandants Jan Medwadowski (pl) et Jan Surówka (pl) Il s’évade le 5 juillet 1920 et se cache sous le nom de Józef Maliszewski dans un moulin près de Tcheliabinsk. Capturé, il est condamné à mort mais finalement libéré grâce à la signature du traité d'armistice de Riga entre la République de Pologne et la république socialiste ukrainienne du 12 octobre 1920.
De mai à décembre 1921, il sert dans le 82e régiment d'infanterie sibérienne à Brest-Litovsk. Après avoir été transféré dans la réserve et avoir passé son examen de fin d'études en langue polonaise, il commence à étudier le droit à l'université de Varsovie puis la médecine.

### Entre deux guerres

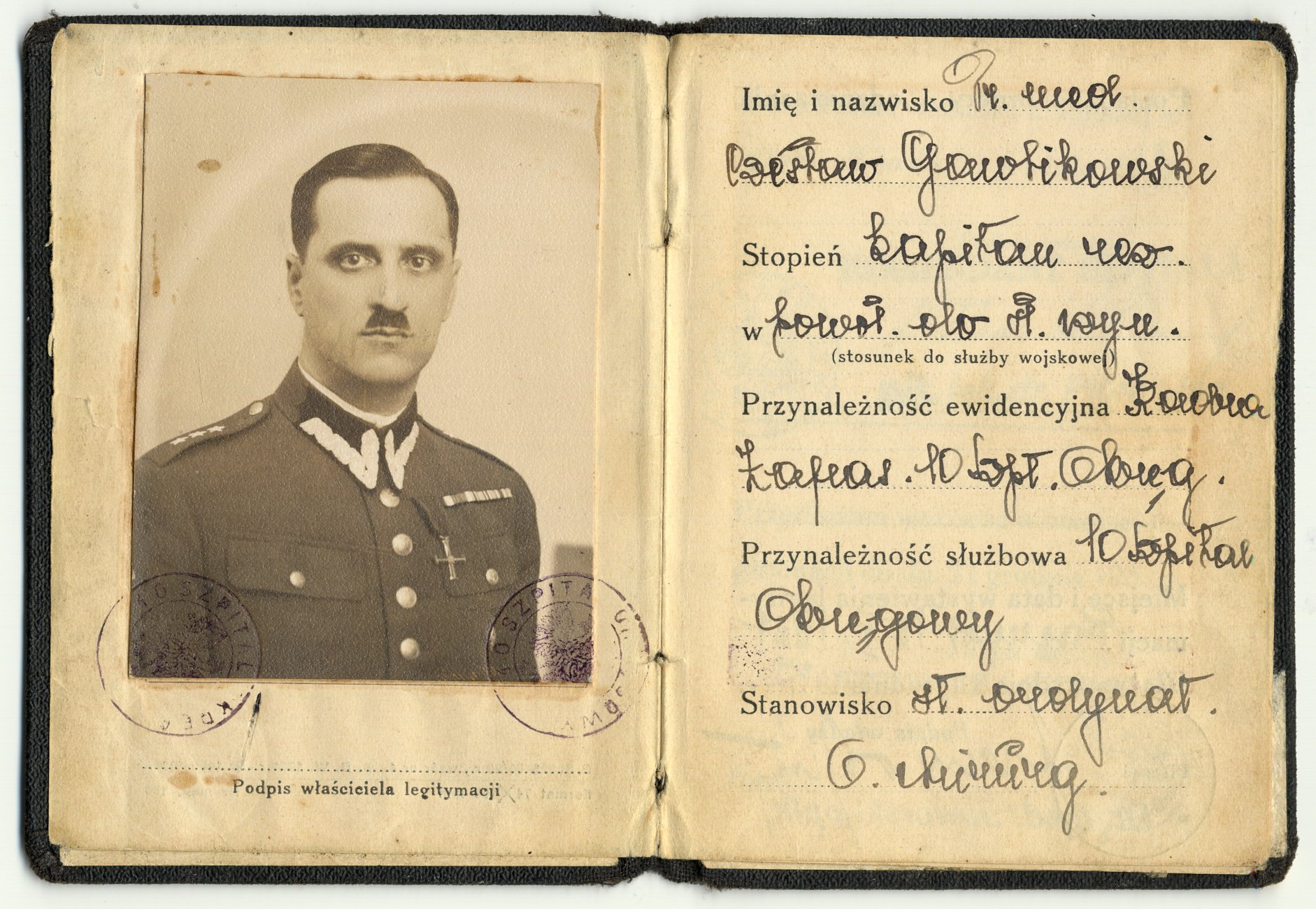
Affectation à l'hôpital du 10e district de Przemysl

Après quatre semestres en droit, il passe à la faculté de médecine de Varsovie. Le 16 août[réf. nécessaire] 1928, il est appelé au service actif dans l'armée polonaise.
Le 1er janvier, il est affecté au 1er hôpital de district. J. Pilsudski à Varsovie comme lieutenant.
À partir du 1er février 1931, il travaille à l'hôpital de l'Enfant Jésus à Varsovie, d'abord (jusqu'au 30 octobre 1932) en tant qu'assistant bénévole, puis en tant qu'assistant du Dr Zdzisław Sławiński dans le service de chirurgie,.

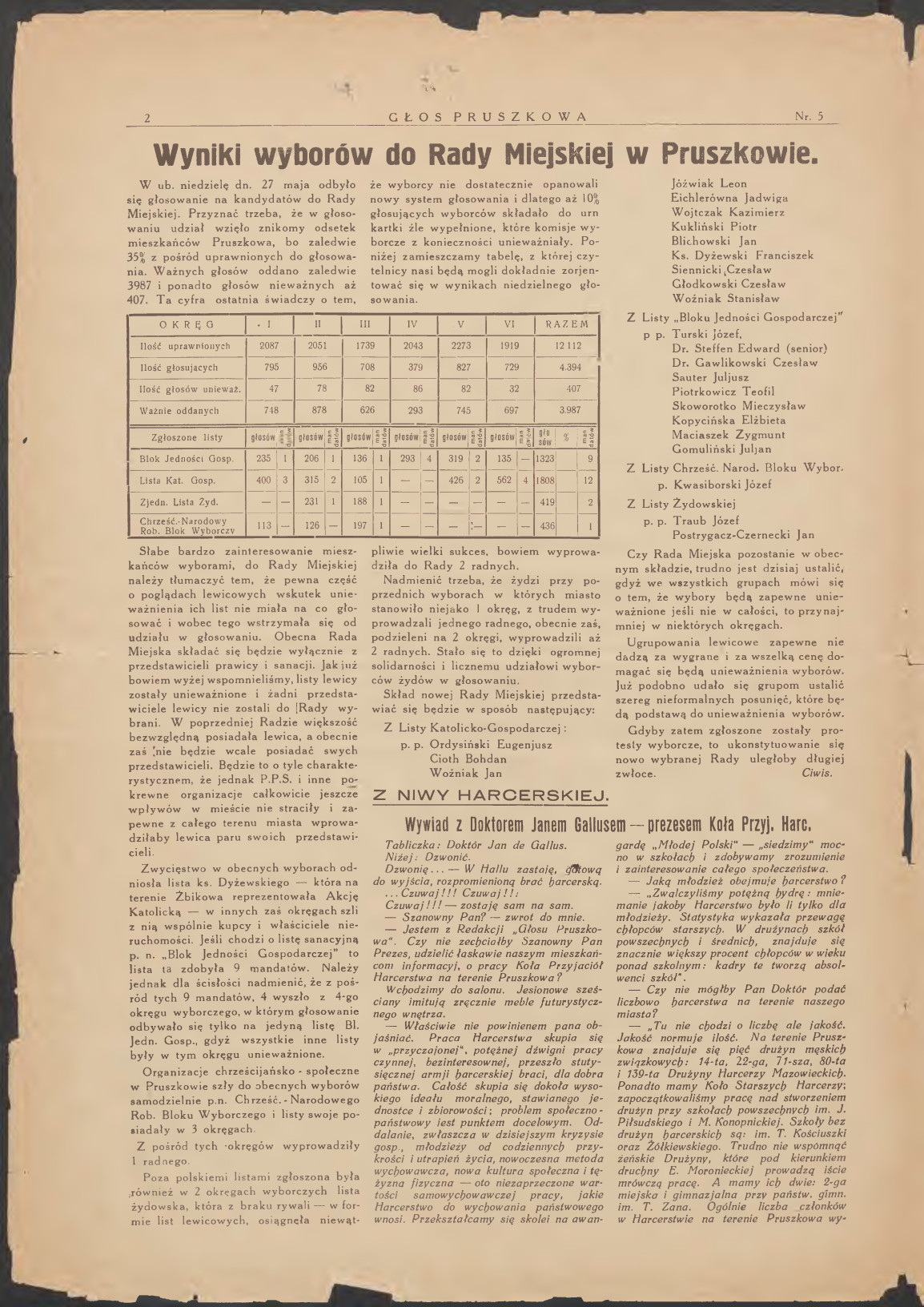
Résultat des élections municipales de 1934, Pruszkow

Le 29 décembre 1936, il demande à être réadmis au service actif, ce qu'il fait le 4 mai 1937 avec le grade de capitaine et l'ancienneté du 1er janvier 1936.[source insuffisante] Il est affecté à l'hôpital du 10e district de Przemyśl, où il est nommé médecin-chef,.

### Seconde guerre mondiale

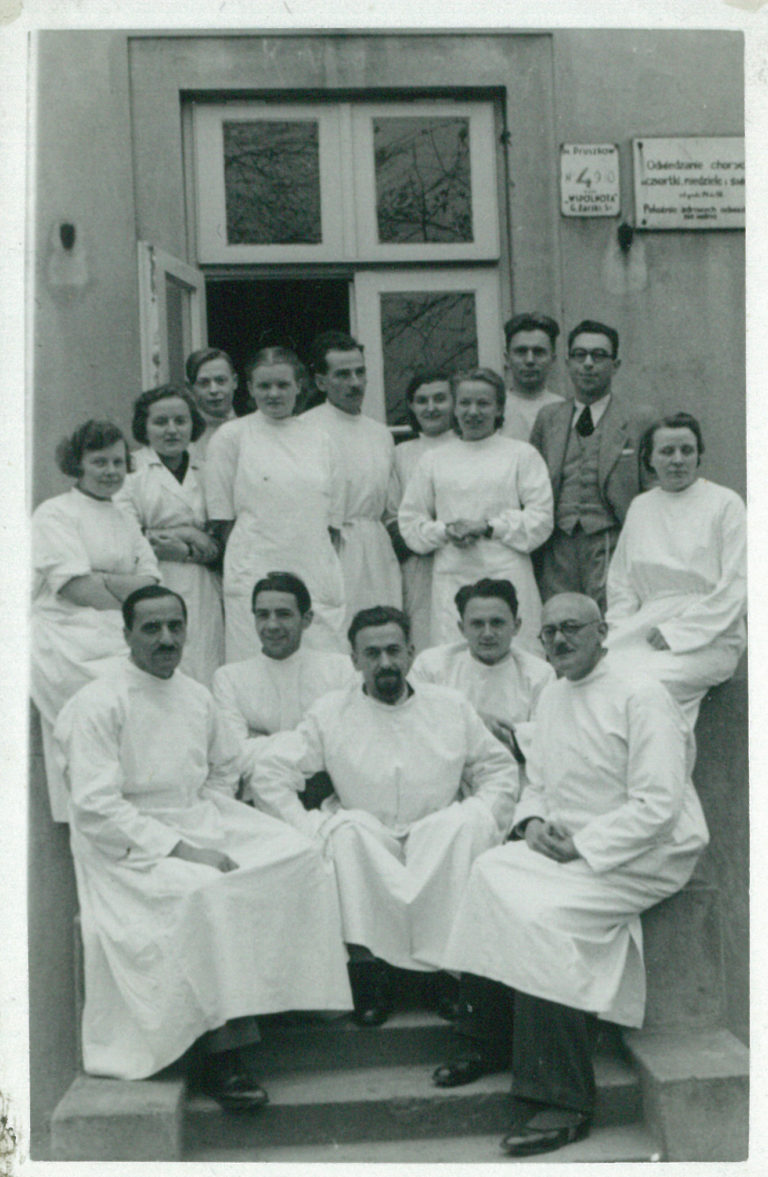
L'équipe de cadres chirurgicaux de l'hôpital de Pruszkow 1943

Ensuite, il retourne à Varsovie en tant qu'assistant principal au Département Obstétrique et de gynécologie de l'hôpital Sainte Zofia. En septembre 1939[réf. nécessaire], il est affecté au 1er hôpital de district de Piłsudski à Varsovie en tant que chef principal du service de chirurgie, puis est évacué avec lui à Chełm Lubelski où il est brièvement fait prisonnier par la Wehrmacht. 
Il rentra ensuite à Pruszkow. Pendant l'occupation, de 1940 à 1943, il exerce les fonctions de directeur d'hôpital et d'ordonnateur du service de chirurgie de l'hôpital de district de Pruszków. Il prète serment et entre dans la conspiration en 1941. Il cache Jan Papis-Papiewski, alors recherché par la Gestapo, dans son hôpital en l'engageant sous un faux nom en tant qu'intendant. Il a dû interrompre son travail parce qu'il était membre de l'armée souterraine AK depuis 1941 et qu'il était recherché par la Gestapo après l'arrestation de son groupe "Osa- Kosa30" (pl) le 5 Juin 1943 sur la place des Trois Croix lors du mariage du lieutenant Mieczysław Uniejewski. Il était non seulement le médecin du groupe mais il cachait également les plans de l'action Krüger (pl) dans la chaufferie de l'hopital .[source insuffisante] Il portait le pseudonyme "Adam S-II".
Il se cache alors sous une fausse identité à Henrykow chez les Sœurs Samaritaines jusqu'au soulèvement de Varsovie,.   
Le 26 octobre[source insuffisante] 1942, Czesław Gawlikowski épouse Anna Cwiklińska à Zakopane, avec qui il a deux enfants: Andrzej Czesław et Elżbieta Anna. Elle le rejoint à Henrykow juste après la naissance prématurée de leur fils Andrzej,.

### Soulèvement de Varsovie - 1er Aout 1944
Czeslaw Gawlikowski est chargé de préparer les plans d'installations sanitaires pour le soulèvement de Varsovie pour le VII district Obroza rayon ""Brzozow/ Legionowo," (2eme bataillon sanitaire).
Lors du soulèvement de Varsovie, le caporal Ludwik Drzewiecki "Organ" est allé spécialement chercher le Dr Czesław Gawlikowski "Adam S-II" au point de regroupement du bataillon sanitaire. Deux médecins, quatre infirmières, huit aides-soignants et un séminariste se présentent au point de rassemblement. Vers minuit, l'unité se met en route avec une voiture sanitaire attelée à une paire de chevaux et chargée de matériel médical, de médicaments et de trousses de premiers soins, en direction de Jablonna, où devait être établi l'hopital de campagne de II bataillon. Le groupe est conduit par "Organ" le long de la route à travers Kępa Tarchomińska et plus loin le long de la Vistule jusqu'au parc du palais de Jablonna. Le 2 août, vers 5 heures du matin, le groupe atteint Jabłonna par la rue Piaskowa, où, au lieu de guetteurs insurgés, ils rencontrent une patrouille allemande. Le groupe n'était pas prévenu que la veille, Jablonna a été occupée par la division blindée du débarquement "H.Goering" amenée d'Italie au dernier moment. Les Allemands, n'ayant pas reçu de réponse au mot de passe, ont ouvert le feu. L'unité sanitaire réussit à s'enfuir et se cacher, mais l'un d'eux, Jan Świątek "Piątek", a été capturé et abattu par les Allemands sur place. Les Allemands ont également capturé le chariot sanitaire.[source insuffisante]
Après août 1944, Czesław Gawlikowski travaille à l'hôpital des insurgés de Legionowo qui a été créé les 5 et 6 août 1944, dans une villa de la rue Krasińskiego en raison de l'afflux de nombreux blessés,.

### Après guerre

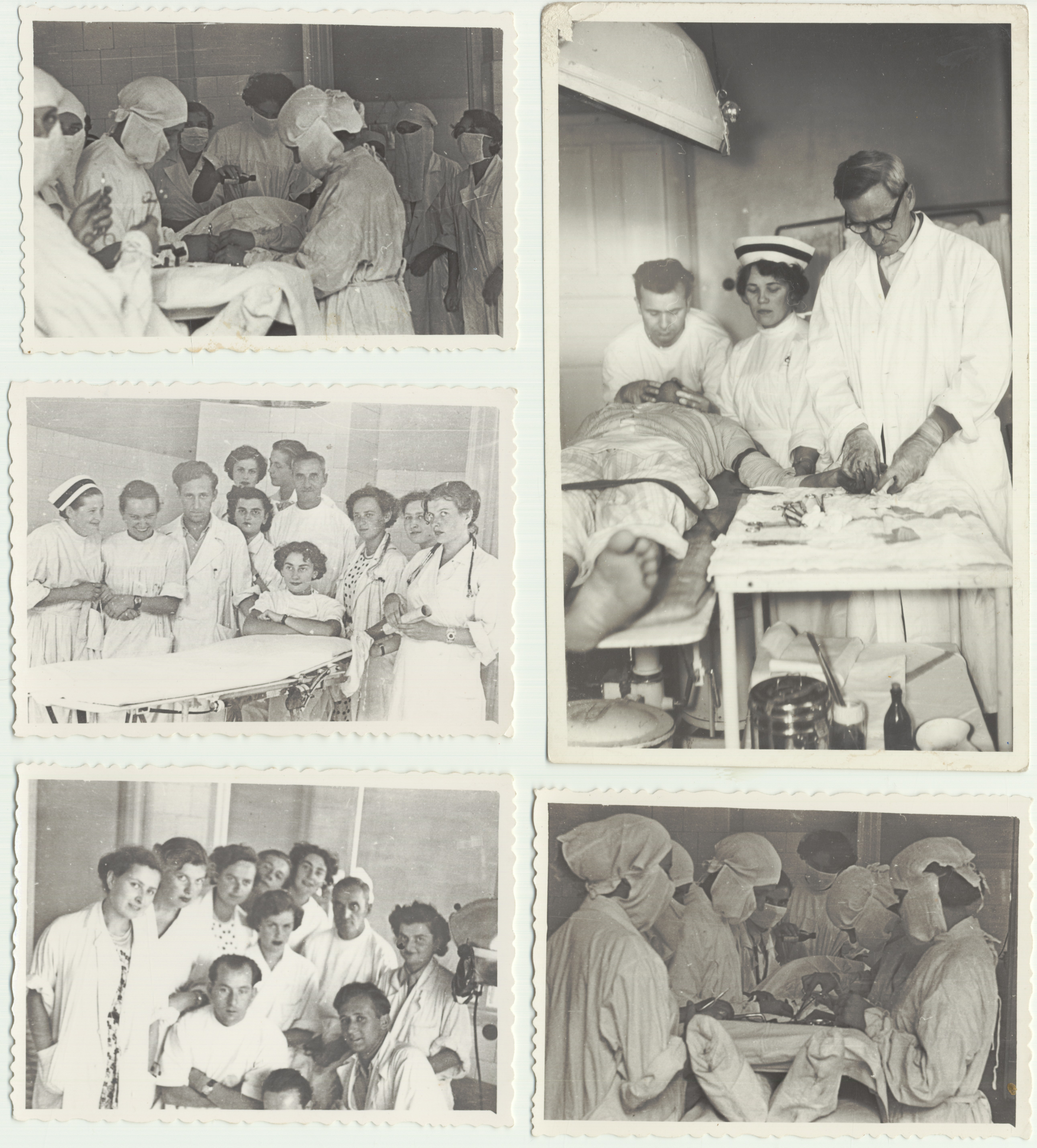
Dr Czesław Gawlikowski et l'équipe soignante de l'hopital de Suwalki

De 1945 à 1956, il occupe à nouveau le poste de directeur de l'hôpital de Pruszków. De novembre 1946 au 8 avril 1954, il est directeur de l'hôpital de Gorzów Wïelkopoiski en même temps que chef de la chirurgie. Le 11 décembre 1951, il obtient une spécialisation de deuxième degré en chirurgie[source insuffisante]. Dans le cadre de ses fonctions il entame un bras de fer avec les autorités politiques communistes de l'époque mais finit par en perdre son poste entre autres au prétete qu'il aurait trop favorisé les religieuses, les Sœurs de la Charité,.
Par décision du ministre de la santé du 2 octobre 1954, il est muté à Suwalki au poste de chef du service de chirurgie de l'hôpital du district de Ludwik Rydygier à Suwalki (le 1er Octobre 1954, il a été engagé par le département de la santé du présidium du conseil national du district à Suwalki). Il a occupé le poste de chef du service chirurgical jusqu'à sa retraite le 1er avril 1969. Il a continué d'exercer dans son cabinet privé rue Kamedulska jusqu'a la fin des années 70.[réf. nécessaire]
En 1958, il devient conseiller du Conseil national provincial de Bialystok et a cherché des fonds pour la construction d'un nouvel hôpital. Il est inspecteur provincial de l'évaluation médicale (pour les pensions) et président de la commission médicale.
Il passe les deux dernières années de sa vie à Łódź, où il meurt le 15 mars 1984.

### Décorations militaires
- Croix de la Vaillance (pour la guerre 1919-20)[2]
- Croix de l'indépendance - décoration décernée pour avoir combattu pour l'indépendance de la Pologne avant la création de l'État polonais[21],[2].
- Médaille commémorative pour la participation à la guerre de 1919-21[2]
- Médaille Interaliée de la Victoire[2]
- Insigne de l'ancien WP (anciennes forces polonaises) en Russie orientale[2]
- Croix des insurgés de Varsovie[2]
- Croix d'argent du mérite (pendant la période où il travaillait à l'hôpital de Pruszków et était conseiller municipal de Pruszków)[2]
- insigne pour son travail exemplaire dans le service de santé[2]
- Croix d'Or du Mérite en 1970[2]
- Médaille du 30e anniversaire de la République populaire de Pologne[2]
- Croix de Chevalier de l'Ordre de Polonia Restituta en 1975, à la demande du Ministre de la Santé[2]